# Хандке, Георг Ульрих
Гео́рг У́льрих Ха́ндке (нем. Georg Ulrich Handke; 22 апреля 1894, Ханау — 7 сентября 1962, Восточный Берлин) — восточногерманский государственный деятель, министр внутригерманской и внешней торговли ГДР (1949—1952). Председатель Общества германо-советской дружбы (1958—1962).

## Биография
Родился в семье трубочиста, до 1909 года учился в школе. В 1909—1911 годах учился на промышленного коммерсанта и банковского клерка, затем в 1913—1915 годах работал бухгалтером. В 1915—1918 годах отслужил в армии и в Первую мировую войну воевал солдатом на фронтах во Франции, Италии и Румынии.
В 1911—1918 годах состоял в организации социалистической рабочей молодёжи, в 1917 году вступил в Независимую социал-демократическую партию Германии, в конце 1918 году вступил в «Союз Спартака» и в 1919 году — в Коммунистическую партию Германии. С 1919 года работал главным редактором «Рабочей газеты» и был избран депутатом городского собрания Ханау от КПГ. С 1923 года входил в правление потребительского общества в Ханау, затем во Франкфурте-на-Майне. В 1930—1933 годах руководил отделом товариществ в ЦК КПГ, затем состоял в нелегальном правлении партии. Принимал участие в нелегальном заседании ЦК КПГ во дворце спорта в Цигенхальсе под Берлином 7 февраля 1933 года.
21 сентября 1934 года он был арестован и в 1935 году приговорён к пятнадцати годам тюремного заключения, до 1945 года отбывал наказание в тюрьмах в Цигенхайне, Роккенберге, Буцбахе, Касселе и Цвиккау, провёл более семи лет в одиночной камере.

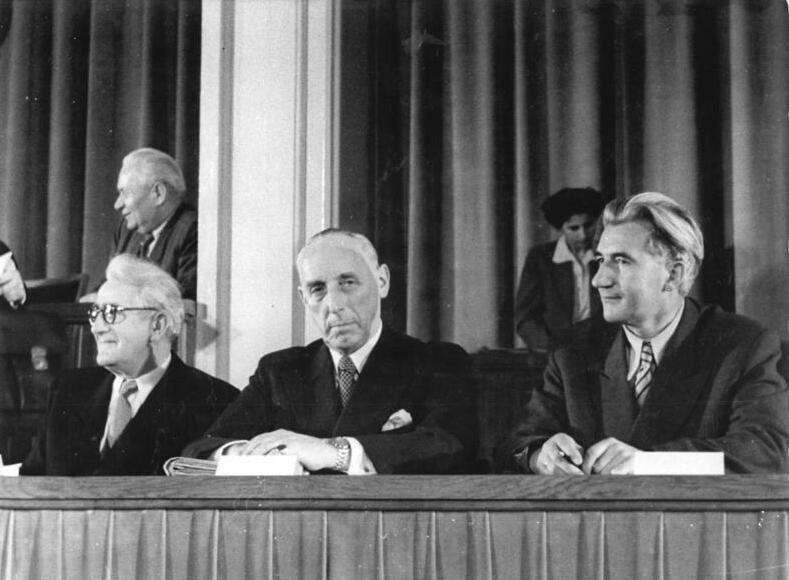
Георг Хандке (слева) с Гансом Райнгрубером и Паулем Ванделем (справа). 1950

В 1945 году был освобождён американскими войсками и назначен бургомистром Цвиккау. Некоторое время возглавлял правительство административного округа Цвиккау. С июля 1945 по 1948 год являлся заместителем и позднее председателем Центрального управления торговли и снабжения.
Вместе с Георгом Хандке в 1934 году была арестована Эмми Тома. Они поженились в 1947 году. В 1948—1949 годах занимал должность заместителя председателя Германской экономической комиссии. В 1949—1952 годах возглавлял Союз немецких потребительских обществ, а также являлся министром внутригерманской и внешней торговли и материального обеспечения. В 1952—1953 годах являлся послом ГДР в Румынии, затем — до 1959 года статс-секретарём и первым заместителем министра иностранных дел ГДР, одновременно входил во внешнеполитическую комиссию Центрального комитета СЕПГ.
В 1954—1958 годах избирался членом Центральной ревизионной комиссии СЕПГ, в 1958—1962 годах входил в состав ЦК СЕПГ и возглавлял Общество германо-советской дружбы.

## Награды и звания
- Орден «За заслуги перед Отечеством» 2-й степени (1954)
- Орден Карла Маркса (1959)
- Орден «Знамя Труда» (ГДР) (1960)